# Schweigelberg
Schweigelberg ist ein Gemeindeteil des Marktes Gößweinstein im Landkreis Forchheim (Oberfranken, Bayern).

## Geografie
Die in der Wiesentalb gelegene Einöde liegt etwa zweieinhalb Kilometer nordnordwestlich des Ortszentrums von Gößweinstein auf einer Höhe von 429 m ü. NHN.

## Geschichte
Bis zum Beginn des 19. Jahrhunderts hatte Hungenberg der Landeshoheit des Hochstifts Bamberg unterstanden. Die im fränkischen Raum für die erfolgreiche Beanspruchung der Landeshoheit ausschlaggebende Vogtei wurde dabei vom bambergischen Amt Waischenfeld ausgeübt. Als das Hochstift Bamberg infolge des Reichsdeputationshauptschlusses 1802/03 säkularisiert und unter Bruch der Reichsverfassung vom Kurfürstentum Pfalz-Baiern annektiert wurde, wurde Schweigelberg zu einem Bestandteil der während der napoleonischen Flurbereinigung gewaltsam in Besitz genommenen neubayerischen Gebiete.

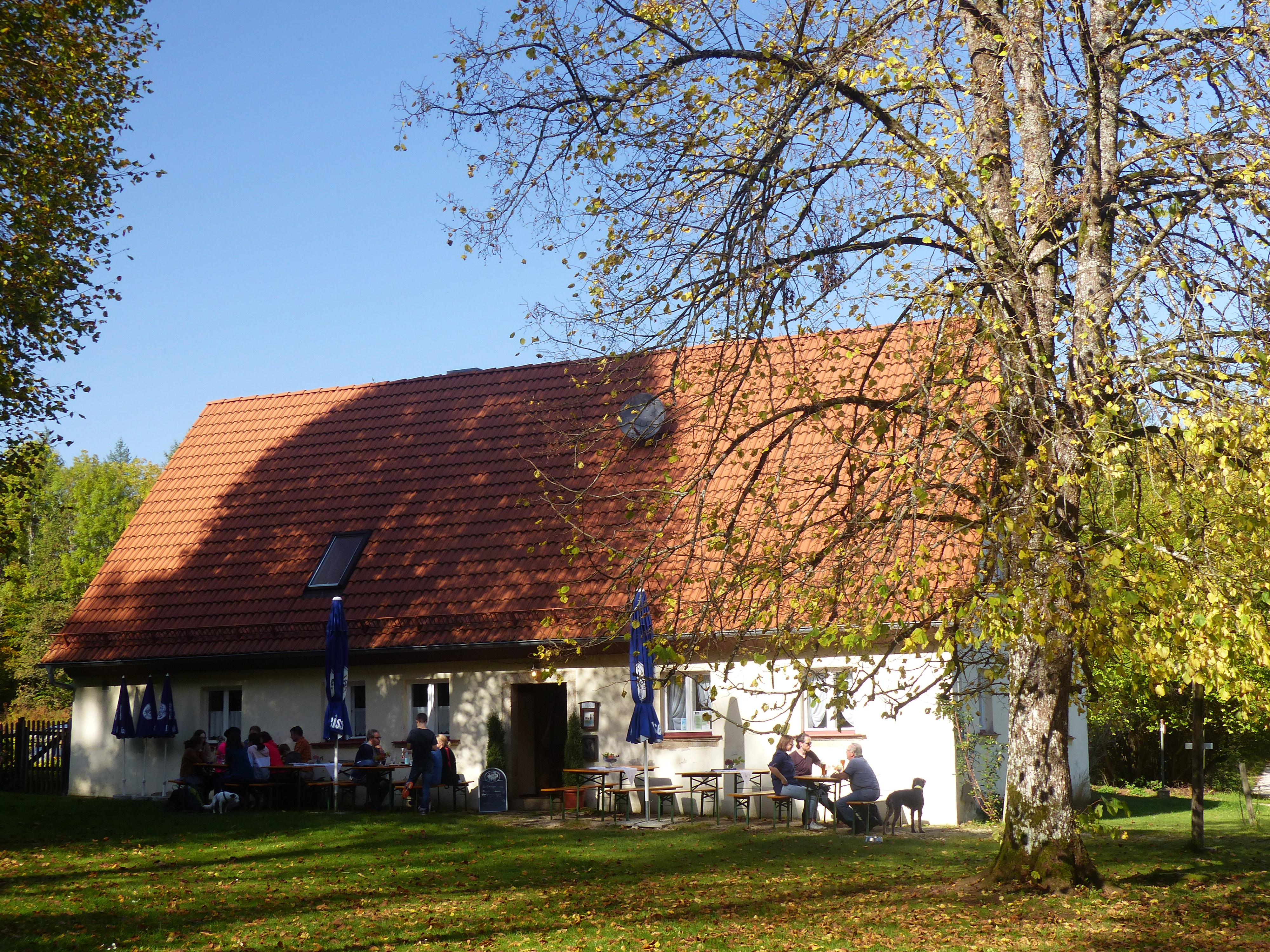
Wirtsbetrieb im Biergarten

Durch die zu Beginn des 19. Jahrhunderts im Königreich Bayern durchgeführten Verwaltungsreformen wurde Schweigelberg mit dem zweiten Gemeindeedikt im Jahr 1818 zu einem Gemeindeteil der eigenständigen Ruralgemeinde Unterailsfeld. Im Zuge der Gebietsreform in Bayern wurde Schweigelberg zusammen mit der Gemeinde Unterailsfeld zu Beginn des Jahres 1972 in den Markt Gößweinstein eingegliedert. 1970 zählte Schweigelberg einen Einwohner. Von den einstmals zwei Anwesen des Ortes existiert heute lediglich noch das ehemalige Forsthaus. Dieses ist heute eine Ausflugsgaststätte.

## Verkehr
An das öffentliche Straßenverkehrsnetz ist Schweigelberg nicht angebunden, sondern lediglich über nicht-asphaltierte Forstwege erreichbar.